# Las cosas del querer
Las cosas del querer és una pel·lícula espanyola de 1989, rodada pel director Jaime Chávarri i protagonitzada per Angela Molina i Manuel Bandera.

## Trama
Aquesta pel·lícula està inspirada en els orígens de l'artista malagueny Miguel de Molina i les seves vicissituds durant la Guerra Civil Espanyola i els primers temps del Franquisme, que varen provocar el seu exili a l'Argentina; allà s'hi va estar 50 anys, fins a la seva mort el 1993.
Una altra versió semblant sobre la vida d'aquest artista la trobam a la pel·lícula ¡Ay, Carmela!.
L'acció principal té lloc a Madrid i narra la història d'en "Mario Ruiz" (Manuel Bandera), cantant i ballarí homosexual que triomfa en els escenaris d'una Espanya arruïnada per la guerra. Però el feixisme havia assolit el poder i no eren dies fàcils per als lliures de pensament.
En sortir de la presó (per "roig" i "marieta") amb en "Juan" (Àngel de Andrés López) i na "Pepita" (Ángela Molina) decideixen formar un grup: en Mario i na Pepita s'encarregaran de cantar i ballar i en Juan els acompanyarà al piano.
Las cosas del querer és sobretot un musical que recull una selecció de les cançons que estaven de moda a l'Espanya de la postguerra: melòdiques (Las cosas del querer), castises (Ay carbé y hurí), còmiques (Chewing gum), sarcàstiques (La bien pagá), costumistes (El olé), provocatives (El tracatrá), tràgiques (Compuesta y sin novio), solemnes (Te lo juro yo) i populars (El cochecito leré).
La seva trama retrata els anys en què la pobresa feia un triangle perillós amb la prostitució i amb les ambicions de prosperar a l'escena, el cinema o la cançó. El suport de persones influents era decisiu per a trobar feina i aconseguir contractes. Les conductes homofòbiques rebien reforç i suport del poder franquista i nacionalcatòlic, que convidava a reprimir-les i castigar-les amb total impunitat.

## Reconeixements
Va ser nominada a set premis Goya.

## Las cosas del querer II
L'any 1995 Jaime Chávarri reunirà altra vegada els protagonistes per a gravar Las cosas del querer 2, que no va gaudir de tant d'èxit com la primera.